# Wilmington (hrabstwo Essex)
Wilmington – jednostka osadnicza w Stanach Zjednoczonych, w stanie Nowy Jork, w hrabstwie Essex.